# Ladina Jenny
Ladina Jenny (ur. 10 czerwca 1993 w Glarus) – szwajcarska snowboardzistka specjalizująca się w slalomie i gigancie równoległym. W 2014 roku wystartowała na igrzyskach olimpijskich w Soczi, zajmując 14. miejsce w gigancie równoległym. Na rozgrywanych cztery lata później igrzyskach w Pjongczangu uplasowała się jedną pozycję wyżej. Zajęła także 17. miejsce w gigancie równoległym podczas mistrzostw świata w Sierra Nevada w 2017 roku. Najlepsze wyniki w Pucharze Świata osiągnęła w sezonie 2019/2020, kiedy to zajęła czwarte miejsce w klasyfikacji generalnej PAR a w klasyfikacji PGS była trzecia. W 2019 roku, na mistrzostwach świata w Park City wywalczyła brązowy medal w gigancie równoległym, ulegając jedynie Niemce Selinie Jörg oraz Rosjance Natalji Sobolewej.

## Osiągnięcia

### Igrzyska olimpijskie
| Miejsce | Dzień     | Rok  | Miejscowość | Konkurencja       | Zwyciężczyni    |
| ------- | --------- | ---- | ----------- | ----------------- | --------------- |
| 14.     | 19 lutego | 2014 | Soczi       | Gigant Równoległy | Patrizia Kummer |
| 24.     | 22 lutego | 2014 | Soczi       | Slalom Równoległy | Julia Dujmovits |
| 13.     | 24 lutego | 2018 | Pjongczang  | Gigant Równoległy | Ester Ledecká   |

### Mistrzostwa świata
| Miejsce | Dzień       | Rok  | Miejscowość   | Konkurencja       | Zwyciężczyni      |
| ------- | ----------- | ---- | ------------- | ----------------- | ----------------- |
| 19.     | 22 stycznia | 2015 | Kreischberg   | Slalom równoległy | Ester Ledecká     |
| 24.     | 23 stycznia | 2015 | Kreischberg   | Gigant równoległy | Claudia Riegler   |
| 33.     | 15 marca    | 2017 | Sierra Nevada | Slalom równoległy | Daniela Ulbing    |
| 17.     | 16 marca    | 2017 | Sierra Nevada | Gigant równoległy | Ester Ledecká     |
| 3.      | 4 lutego    | 2019 | Park City     | Gigant równoległy | Selina Jörg       |
| 13.     | 5 lutego    | 2019 | Park City     | Slalom równoległy | Julie Zogg        |
| 12.     | 1 marca     | 2021 | Rogla         | Gigant równoległy | Selina Jörg       |
| 17.     | 2 marca     | 2021 | Rogla         | Slalom równoległy | Sofija Nadyrszyna |
| 11.     | 19 lutego   | 2023 | Bakuriani     | Gigant równoległy | Tsubaki Miki      |
| 2.      | 21 lutego   | 2023 | Bakuriani     | Slalom równoległy | Julie Zogg        |

### Puchar Świata

#### Miejsca w klasyfikacji generalnej PAR
- sezon 2009/2010: 37.
- sezon 2010/2011: 45.
- sezon 2011/2012: 38.
- sezon 2012/2013: 39.
- sezon 2013/2014: 19.
- sezon 2014/2015: 19.
- sezon 2015/2016: 4.
- sezon 2016/2017: 16.
- sezon 2017/2018: 12.
- sezon 2018/2019: 14.
- sezon 2019/2020: 4.
- sezon 2020/2021: 6.
- sezon 2021/2022:

#### Miejsca na podium w zawodach
1. Carezza – 12 grudnia 2015 (gigant równoległy) – 2. miejsce
2. Moskwa – 30 stycznia 2016 (slalom równoległy) – 2. miejsce
3. Bansko – 3 lutego 2017 (gigant równoległy) – 2. miejsce
4. Lackenhof – 5 stycznia 2018 (gigant równoległy) – 3. miejsce
5. Scuol – 10 marca 2018 (gigant równoległy) – 3. miejsce
6. Winterberg – 23 marca 2019 (slalom równoległy) – 3. miejsce
7. Bannoje – 7 grudnia 2019 (slalom równoległy) – 3. miejsce
8. Bannoje – 8 grudnia 2019 (gigant równoległy) – 2. miejsce
9. Pjongczang – 22 lutego 2020 (gigant równoległy) – 3. miejsce
10. Carezza – 17 grudnia 2020 (gigant równoległy) – 2. miejsce
11. Cortina d’Ampezzo – 18 grudnia 2021 (gigant równoległy) – 3. miejsce